# متجاوزان
متجاوزان (سوئدی: Inkräktarna) که با نام زنان جوان مشتاق (انگلیسی: Hungry Young Women) هم شناخته می‌شود، یک فیلم سوئدی-فرانسوی به کارگردانی تورگینی ویکمان و داوید ژیلبر است که در سال ۱۹۷۲ میلادی منتشر شد. این فیلم به سبب صحنه‌های سکسی سادومازوخیسمی، هرگز در سوئد به اکران عمومی درنیامد.

## بازیگران
- بوریه نیبری
- ژاکلین لوران
- استلان اسکاشگورد
- کریس چیتل
- آنیتا اریکسون
- برت بلمان
- تورگینی ویکمان